# Listy miłosne (film 2001)
Listy miłosne – polski film psychologiczny z 2001 roku w reżyserii Sławomira Kryńskiego. Film dedykowany pamięci Wojciecha Jerzego Hasa. 
Zdjęcia kręcono od lutego do marca 2001 roku w następujących miejscach: Łódź, Ruda Pabianicka, Świnoujście i Bratoszewice.

## Obsada aktorska
- Magdalena Cielecka – Teresa Lenart
- Ewa Wiśniewska – Zofia, matka Teresy
- Gustaw Holoubek – ojciec Teresy
- Danuta Szaflarska – ciotka Lusia
- Jan Peszek – lekarz Jerzy, kochanek Teresy
- Mariusz Frankowski(inne języki) – Janusz
- Adam Hanuszkiewicz – pan Stanisław, chory w szpitalu
- Katarzyna Skrzynecka – Celina, siostra Teresy
- Wojciech Wysocki – Karol, mąż Celiny
- Leon Niemczyk – właściciel pensjonatu „Mewa”
- Jan Nowicki – właściciel lunaparku, szef Janusza
- Katarzyna Dubec – Julka
- Ryszard Chlebuś – prowadzący strzelnicę w lunaparku
- Bohdan Wróblewski

## Fabuła
30-letnia Teresa mieszka z rodzicami w domu nad morzem. Pracuje w szpitalu, w domu podlega despotycznej matce, która traktuje ją jako służącą. Pewnego dnia zauważa kilkuletnią dziewczynkę Julkę, która grzebie w śmietniku obok jej domu. Zaintrygowana próbuje się do niej zbliżyć. W ten sposób poznaje Janusza, młodego chłopaka pracującego w lunaparku. Julka postanawia ich zbliżyć do siebie. Wykorzystuje do tego celu znalezione cudze listy miłosne, na których podrabia podpisy Janusza i Teresy.